# Acer sempervirens
Acer sempervirens — вид квіткових рослин із роду клен (Acer).

## Морфологічна характеристика
Це кущ чи невелике дерево до 7 метрів заввишки. Рослина листопадна чи частково вічнозелена. Молоді гілочки запушені, пізніше голі, червонувато-коричневі. Листкова пластинка шорстка, зазвичай 3-лопатева до половини або менше, рідко нерозділена, 15–25 × 25–35 мм, округла чи серцеподібна біля основи, частки широко-яйцеподібно-трикутні, гола з обох боків; листкова ніжка зазвичай гола, 4–15 мм. Квітки в прямих, майже сидячих, до 5-квіткових щитках. Плодові крила від майже паралельних до роздвоєних, 13–18 × 4–8 мм; горішки не стислі, яйцеподібні, голі. Квітне навесні.

## Поширення й екологія
Ареал: Греція, Туреччина, Ліван, Сирія. Росте в маквісах, узліссях, у придорожніх заростях, іноді утворює чисті насадження на грецьких островах. Це дерево вважається посухостійким.

## Використання
Вид зрідка зустрічається в культурі.

## Галерея

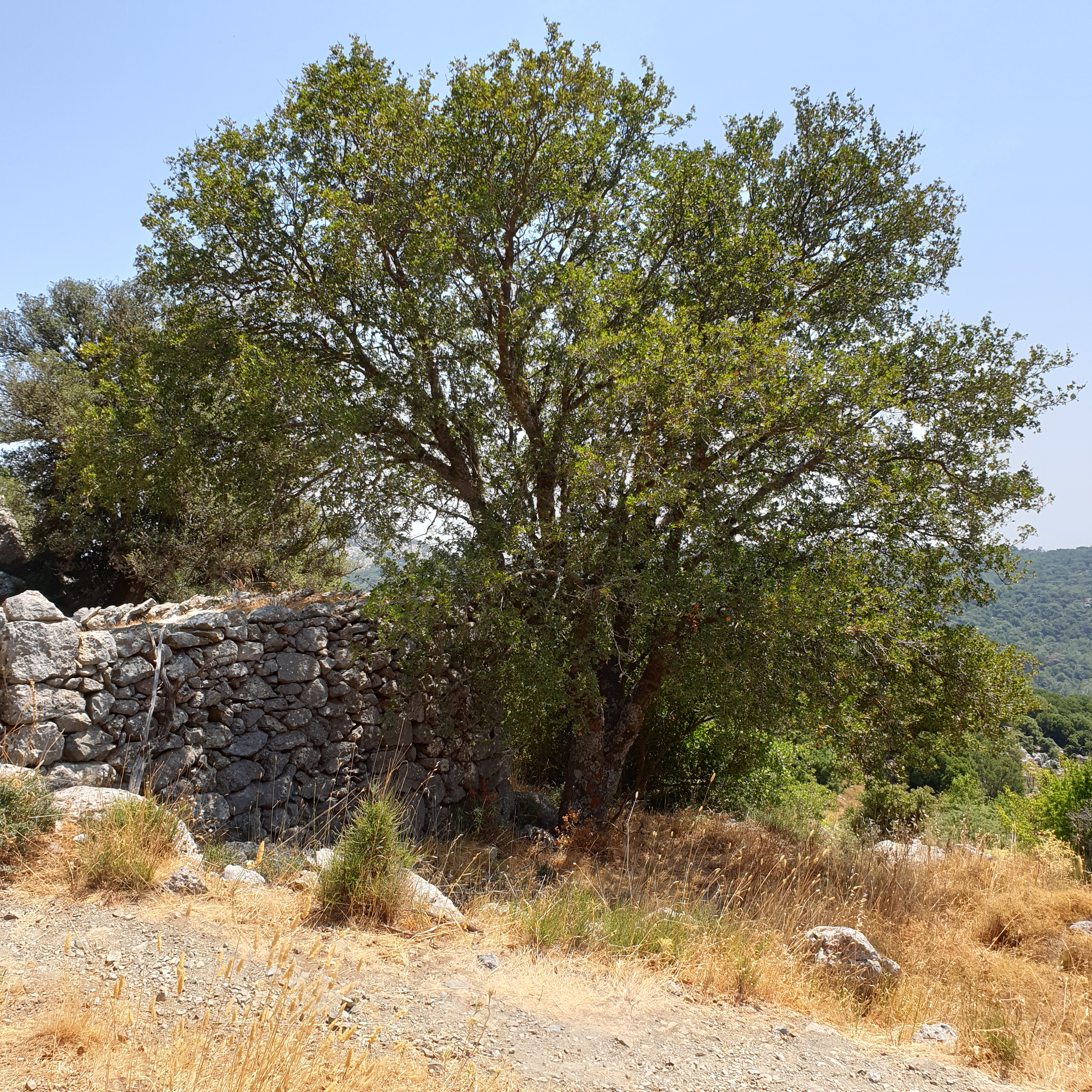
Рослина
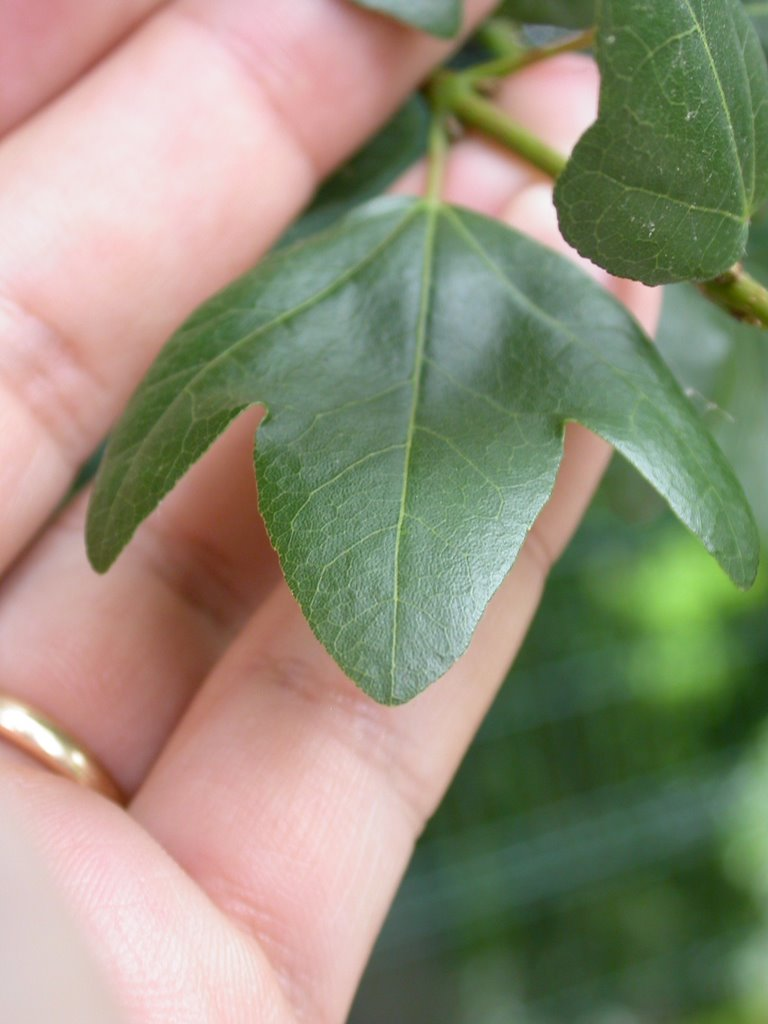
Листок
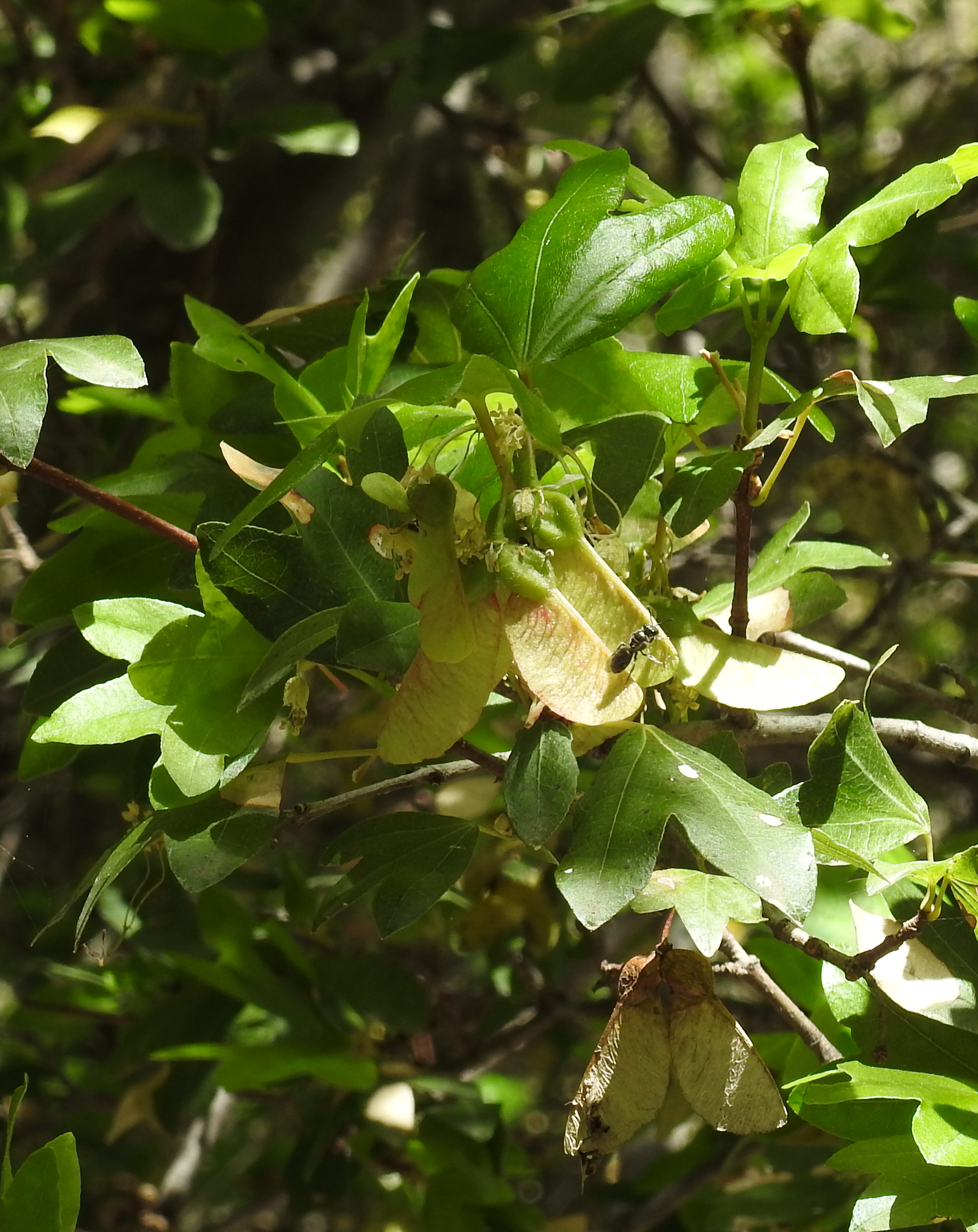
Листки й плоди